# Каменяк (Шуменская область)
Каменя́к (болг. Каменяк) — село в Болгарии. Находится в Шуменской области, входит в общину Хитрино. Население составляет 527 человек.

## Политическая ситуация
В местном кметстве Каменяк, в состав которого входит Каменяк, должность кмета (старосты) исполняет Сабрия Хайри Таир (Движение за права и свободы(ДПС)) по результатам выборов правления кметства.
Кмет (мэр) общины Хитрино — Нуридин Басри Исмаил (Движение за права и свободы (ДПС)) по результатам выборов в правление общины.